# Festival des 3 Continents 2023
Le Festival des 3 Continents 2023, 45e édition du festival, se déroule du 24 novembre au 3 décembre 2023 à Nantes.

## Déroulement
Outre la compétition, la 45e édition du festival propose des hommages à Safi Faye et Amitabh Bachchan, une rétrospective consacrée à Ann Hui, et une anthologie du cinéma vietnamien,.
Le 3 décembre 2023, le palmarès est dévoilé : le film chinois The Shadowless Tower de Zhang Lu remporte la Montgolfière d'or, alors que le film camerounais Le Spectre de Boko Haram de Cyrielle Raingou remporte la Montgolfière d'argent,.

## Jury
- Agnès Godard, directrice de la photographie
- Laurence Lascary, productrice
- Chloé Mazlo, artiste plasticienne, réalisatrice
- Para One, DJ, compositeur

## Sélection

### En compétition
- Bride Kidnapping de Mirlan Abdykalykov  Kirghizistan
- Critical Zone de Ali Ahmadzadeh  Iran
- Deaths and Wonders (Muertes y maravillas) de Diego Soto  Chili
- Firedream (Lumbrensueño) de José Pablo Escamilla  Mexique
- Fly On de Takuya Kato  Japon
- Le Spectre de Boko Haram de Cyrielle Raingou  Cameroun
- Rapture (Rimdogittanga) de Dominic Sangma  Inde
- Talks Overnight (Chang Tan) de Su Qiqi  Hong Kong
- The Bilbaos de Pedro Speroni  Argentine
- The Shadowless Tower de Zhang Lu  Chine

### Séances spéciales
- A Man de Kei Ishikawa  Japon
- A Normal Family de Hur Jin-ho  Corée du Sud
- Al Djanat, Paradis originel de Aïcha Boro  Burkina Faso
- All The Colors in the World Are Between Black and White de Babatunde Apalowo  Nigeria
- Bugis Street de Yonfan  Hong Kong
- Coconut Head Generation de Alain Kassanda  Nigeria
- Evil Does Not Exist de Ryūsuke Hamaguchi  Japon
- Ishanou de Aribam Syam Sharma  Inde
- La Mère de tous les mensonges de Asmae El Moudir  Maroc
- Los delincuentes de Rodrigo Moreno  Argentine
- Or de vie de Boubacar Sangaré  Burkina Faso
- Silent Witnesses (Mudos testigos) de Jerónimo Atehortúa et Luis Ospina  Colombie
- Un jeune chaman (Сэр сэр салхи) de Lkhagvadulam Purev-Ochir  Mongolie

### Hommage àSafi Faye
- Ambassades nourricières
- Fad'jal (Grand-père, raconte nous)
- Les âmes au soleil
- Lettre paysanne (Kaddu Beykat)
- Moi, ta mère (Man Sa Yay)
- Mossane
- Selbé et tant d’autres

### Hommage àAmitabh Bachchan
- Amar Akbar Anthony de Manmohan Desai
- Don de Chandra Barot
- Kaala Patthar de Yash Chopra
- Kabhi Kabhie de Yash Chopra
- Le Mur (Deewaar) de Yash Chopra
- Abhimaan de Hrishikesh Mukherjee
- Seven on Seven de Raj N. Sippy
- Sholay de Ramesh Sippy
- Trishul de Yash Chopra
- The Real Superstar de Cédric Dupire

### RétrospectiveAnn Hui
- All About Love
- Eighteen Springs
- July Rhapsody
- Love After Love
- Love in a Fallen City
- Our Time Will Come
- Septet: The Story of Hong Kong (film omnibus)
- The Postmodern Life of My Aunt
- The Story of Woo Viet
- The Way We Are
- Une vie simple
- Zodiac Killers
- Keep Rolling (documentaire de Man Lim-chung sur Ann Hui)

### Anthologie ducinéma vietnamien
- Brothers de Tran Vu et Nguyen Huu Luyen
- Chom et Sa de Pham Ky Nam
- Dust & Metal de Esther Johnson
- Enfance orageuse de Nguyen Vinh Son
- Fairytale for a 17-Year-Old Girl de Nguyen Xuan Son
- Hanoi Through Whose Eyes? de Tran Van Thuy
- In the Lane de Bach Diep
- L'Immeuble de Viet Linh
- La Fille du fleuve de Đặng Nhật Minh
- La Lampe dans le rêve de Do Minh Tuan
- Money, Money! de Tran Vu et Nguyen Huu Luyen
- Nostalgie de la campagne de Đặng Nhật Minh
- Piège d'amour de Pham Loc
- Please Forgive Me de Luu Trong Ninh
- Premier amour de Hai Ninh
- The Faces of May de Đặng Nhật Minh
- The Story of Kindness or How to Behave de Tran Van Thuy et Ho Tri Pho
- Troupe de cirque ambulant de Viet Linh
- We Will Meet Again de Tran Vu

### Les Méandres du temps
- L'Image manquante de Rithy Panh  Cambodge
- La Bonga de Sebastián Pinzón Silva et Canela Reyes  Colombie
- Le Lâche (Kapurush) de Satyajit Ray  Inde
- Le Procès (El juicio) de Ulises de la Orden  Argentine
- Little Senegal de Rachid Bouchareb  Algérie
- Mixtape La Pampa de Andrés Di Tella  Argentine  Chili
- Nostalgie de la lumière (Nostalgia de la luz) de Patricio Guzmán  Chili
- Sans soleil de Chris Marker  France
- Souvenirs de Marnie de Hiromasa Yonebayashi  Japon
- Valse avec Bachir de Ari Folman  Israël
- Vengeance de Johnnie To  Hong Kong

### Premiers pas vers Les 3 Continents
- Le Secret des Perlims de Alê Abreu  Brésil
- Le Trésor des poubelles de Samba Félix Ndiaye  Sénégal
- Les Contes de la mère poule de Vajiollah Fard-e-Moghadam, Morteza Sarkani et Farkhondeh Torabi  Iran

## Palmarès
- Montgolfière d'or : The Shadowless Tower de Zhang Lu
- Montgolfière d'argent : Le Spectre de Boko Haram de Cyrielle Raingou
- Prix du Jury Jeune : Critical Zone de Ali Ahmadzadeh
- Prix du public : Bride Kidnapping de Mirlan Abdykalykov